# BRIT Awards 2016
La XXXVI edizione dei BRIT Awards, premi conferiti dalla BPI, si è svolta a Londra, presso la The O2 Arena, il 24 febbraio 2016. 
La serata è stata condotta dal duo Ant & Dec.
Le candidature nelle varie categorie sono state rese note il 14 gennaio 2016.

## Esibizioni
- Coldplay - Hymn for the Weekend
- Justin Bieber, James Bay & Rebecca Reynolds - Love Yourself, Sorry
- Jess Glynne - Ain't Got Far to Go, Don't Be So Hard on Yourself, Hold My Hand
- James Bay - Hold Back the River
- Rihanna, SZA & Drake - Consideration, Work
- Little Mix - Black Magic
- David Bowie's Backing Band & Lorde - Space Oddity, Rebel Rebel, Let's Dance, Ashes to Ashes, Ziggy Stardust, Fame, Under Pressure, Heroes e Life on Mars?
- The Weeknd - The Hills
- Adele - When We Were Young

## Presentatori
- Ant & Dec
- Kylie Minogue – introduce la categoria "British Male Solo Artist"
- Louis Tomlinson & Liam Payne – introducono la categoria "British Female Solo Artist"
- Simon Pegg – introduce la categoria "British Group"
- Jourdan Dunn & Henry Cavill – introducono la categoria "International Group"
- Nick Grimshaw & Cheryl Fernandez-Versini – introducono la categoria "British Breakthrough Act"
- Mark Ronson – introduce la categoria "MasterCard British Album of the Year"
- Suki Waterhourse & Simon Le Bon – introducono la categoria "British Single of the Year"
- Major Lazer – introducono la categoria "International Male Solo Artist"
- Fleur East & Craig David – introducono la categoria "International Female Solo Artist"
- Alan Carr & Lianne La Havas – introducono la categoria "British Video"
- Tim Peake – presenta Adele come "BRITs Global Success"
- Annie Lennox – presenta il premio a David Bowie come "BRITs Icon Award" consegnato a Gary Oldman

## Vincitori
In grassetto sono indicati i vincitori.

### British Male Solo Artist (artista solista maschile britannico)
- James Bay
- Aphex Twin
- Calvin Harris
- Jamie xx
- Mark Ronson

### British Female Solo Artist (artista solista femminile britannica)
- Adele
- Amy Winehouse
- Florence + the Machine
- Jess Glynne
- Laura Marling

### British Group (gruppo britannico)
- Coldplay
- Blur
- Foals
- One Direction
- Years & Years

### International Group (gruppo internazionale)
- Tame Impala
- Alabama Shakes
- Eagles of Death Metal
- Major Lazer
- U2

### British Breakthrough Act (artista rivelazione britannico)
- Catfish and the Bottlemen
- James Bay
- Jess Glynne
- Wolf Alice
- Years & Years

### Critics' Choice (scelta del pubblico)
- Jack Garratt
- Frances
- Izzy Bizu

### MasterCard British Album of the Year (album britannico dell'anno)
- Adele - 25
- Coldplay - A Head Full of Dreams
- Florence + the Machine - How Big, How Blue, How Beautiful
- James Bay - Chaos and the Calm
- Jamie xx - In Colour

### British Single of the Year (singolo britannico dell'anno)
- Adele - Hello
- Calvin Harris & Disciples - How Deep Is Your Love
- Ed Sheeran & Rudimental - Bloodstream
- Ellie Goulding - Love Me like You Do
- James Bay - Hold Back the River
- Jess Glynne - Hold My Hand
- Little Mix - Black Magic
- Olly Murs featuring Demi Lovato - Up
- Philip George - Wish You Were Mine
- Years & Years - King

### International Male Solo Artist (artista solista maschile internazionale)
- Justin Bieber
- Drake
- Father John Misty
- Kendrick Lamar
- The Weeknd

### International Female Solo Artist (artista solista femminile internazionale)
- Björk
- Ariana Grande
- Courtney Barnett
- Lana Del Rey
- Meghan Trainor

### British Producer of the Year (produttore britannico dell'anno)
- Charlie Andrew
- Mark Ronson
- Mike Crossey
- Tom Dalgety

### British Video (video britannico)
- One Direction - Drag Me Down
- Adele - Hello
- Ed Sheeran - Photograph
- Jessie J - Flashlight
- Little Mix - Black Magic
- Years & Years - King
- Naughty Boy featuring Beyoncé & Arrow Benjamin - Runnin' (Lose It All)
- Ellie Goulding - Love Me like You Do
- Sam Smith - Writing's on the Wall
- Calvin Harris & Disciples - How Deep Is Your Love

### BRITs Global Success
- Adele

### BRITs Icon Award
- David Bowie (premio consegnato a Gary Oldman)